# Старий Торунь
Старий Торунь (пол. Stary Toruń) — село в Польщі, у гміні Злавесь-Велика Торунського повіту Куявсько-Поморського воєводства.
Населення — 1525 осіб (2011).
У 1975-1998 роках село належало до Торунського воєводства.

## Демографія
Демографічна структура станом на 31 березня 2011 року:
|          | Загалом | Допрацездатний вік | Працездатний вік | Постпрацездатний вік |
| -------- | ------- | ------------------ | ---------------- | -------------------- |
| Чоловіки | 762     | 189                | 523              | 50                   |
| Жінки    | 763     | 167                | 491              | 105                  |
| Разом    | 1525    | 356                | 1014             | 155                  |